# جان كلود باسكال
جان كلود باسكال (بالفرنسية: Jean-Claude Pascal) هو كاتب ومغني ومصمم أزياء وممثل فرنسي، ولد في 24 أكتوبر 1927 بباريس في فرنسا، وتوفي في 5 مايو 1992 في فرنسا. من الجوائز التي نالها صليب الحرب 1939-1945 (فرنسا) سنة 1945.

## جوائز
- صليب الحرب 1939-1945 (فرنسا) (1945)

## وصلات خارجية
- جان كلود باسكال على موقع IMDb (الإنجليزية)
- جان كلود باسكال على موقع مونزينجر (الألمانية)
- جان كلود باسكال على موقع ألو سيني (الفرنسية)
- جان كلود باسكال على موقع ميوزك برينز (الإنجليزية)
- جان كلود باسكال على موقع أول موفي (الإنجليزية)
- جان كلود باسكال على موقع قاعدة بيانات الأفلام السويدية (السويدية)
- جان كلود باسكال على موقع ديسكوغز (الإنجليزية)
- جان كلود باسكال على موقع قاعدة بيانات الفيلم (الإنجليزية)
- جان كلود باسكال على موقع كينوبويسك (الروسية)